# XHUAR-FM
XHUAR-FM "Órbita" es una estación que inició operaciones el 1 de julio de 1986 como Estéreo Norte en Ciudad Juárez, Chihuahua y permisionada al IMER. El género predominante fue la balada en español hasta enero de 1991. Posterior a esa fecha, Órbita se dirigió al público joven de Ciudad Juárez y en su programación se transmiten todos los géneros del rock. 

## Historia
XHUAR lanzó una transmisión de prueba el 3 de julio de 1986 dando inicio a XHUAR Estéreo Norte "La voz del Bravo" en el 106.7 de FM. La estación operaba únicamente con personal del IMER México. La primera transmisión fue de 9 horas y para su lanzamiento oficial el 4 de julio, la transmisión fue de 18 horas con perfil musical y espacios de contenido de las instituciones de educación superior de la ciudad.
En 1993, su programación musical cambia de balada pop en inglés y español para convertirse en XHUAR "A todo ritmo". En ese mismo año su programación vuelve a cambiar para transmitir rock clásico y metalero, naciendo así XHUAR "Rock Stereo".
Para noviembre de 1992, el IMER extendió el proyecto de XHOF Órbita de la Ciudad de México a Ciudad Juárez para crear una emisora dirigida a los jóvenes de Chihuahua iniciando una nueva etapa como Órbita 106.7. Su perfil se inclinó hacia el rock en español e inglés y fue en ese momento la única estación en transmitir este género en ambos idiomas, además de tener espacios de entretenimiento, información y cultura. 
Su aniversario como emisora en el servicio público se conmemora el 4 de julio y el 1 de noviembre como el concepto de Órbita. La estación compone su programación con espacios de entretenimiento, información de actualidad y música.